# Frankfurter Psychoanalytisches Institut
Das Frankfurter Psychoanalytische Institut e. V. (FPI) widmet sich der Ausbildung, Forschung und Psychotherapie der von Sigmund Freud begründeten Psychoanalyse.

## Geschichte
Das erste Frankfurter Psychoanalytische Institut bestand von 1929 bis 1933. Nach der Ersten Deutschen Zusammenkunft für Psychoanalyse 1924 in Würzburg wurde 1926 die Südwestdeutsche Arbeitsgemeinschaft mit Sitz in Frankfurt am Main gegründet. Aus dieser ging 1929 das Frankfurter Psychoanalytische Institut hervor und wurde von Karl Landauer und Heinrich Meng geleitet. In Zusammenarbeit mit Max Horkheimers Institut für Sozialforschung  erlebte es eine kurze wissenschaftliche Blüte. Zu den ständigen Mitarbeitern zählten Frieda Fromm-Reichmann, Erich Fromm und Sigmund Heinrich Fuchs, der sich nach seiner Emigration S.H. Foulkes nannte und in London als Förderer der Gruppenanalyse bekannt wurde. Unmittelbar nach der Machtergreifung 1933 schlossen die Nationalsozialisten das Institut. Alle fünf Analytiker waren zur Emigration gezwungen. Karl Landauer konnte nach Schweden fliehen, ließ sich dann jedoch in den Niederlanden nieder, wo er bis zu seiner Verhaftung als Lehranalytiker wirkte. Er erhielt 1942 Berufsverbot, wurde 1943 verhaftet, kam 1944 ins KZ Bergen-Belsen, wo er 1945 an den Folgen der Lagerhaft starb.
1956 organisierten Horkheimer, Adorno und Mitscherlich zum 100. Geburtstag Sigmund Freuds in Frankfurt eine Vorlesungsreihe. 1960 wurde in Frankfurt das Institut und Ausbildungszentrum für Psychoanalyse und Psychosomatische Medizin unter Leitung von Alexander Mitscherlich eröffnet und 1964 in Sigmund-Freud-Institut umbenannt.
Das neue Frankfurter Psychoanalytische Institut wurde 1995 gegründet, nachdem die Doppelfunktion des Sigmund-Freud-Instituts (SFI) als Ausbildungs- und Forschungsstätte aufgelöst worden war. Während die Forschung weiterhin im SFI verblieb, übernahmen Frankfurter Analytiker im FPI die psychoanalytische Ausbildung. Mit der Verwendung des alten Institutsnamens soll
die Erinnerung an die Verfolgung der Analytiker durch die Nationalsozialisten wachgehalten werden.